# Bryobia livschitzi
Bryobia livschitzi är en spindeldjursart som beskrevs av P. Mitrofanov och Strunkova 1968. Bryobia livschitzi ingår i släktet Bryobia och familjen Tetranychidae. Inga underarter finns listade.